# Rousham House
Erro Lua em Módulo:Coordenadas na linha 622: bad argument #1 to 'abs' (number expected, got nil).

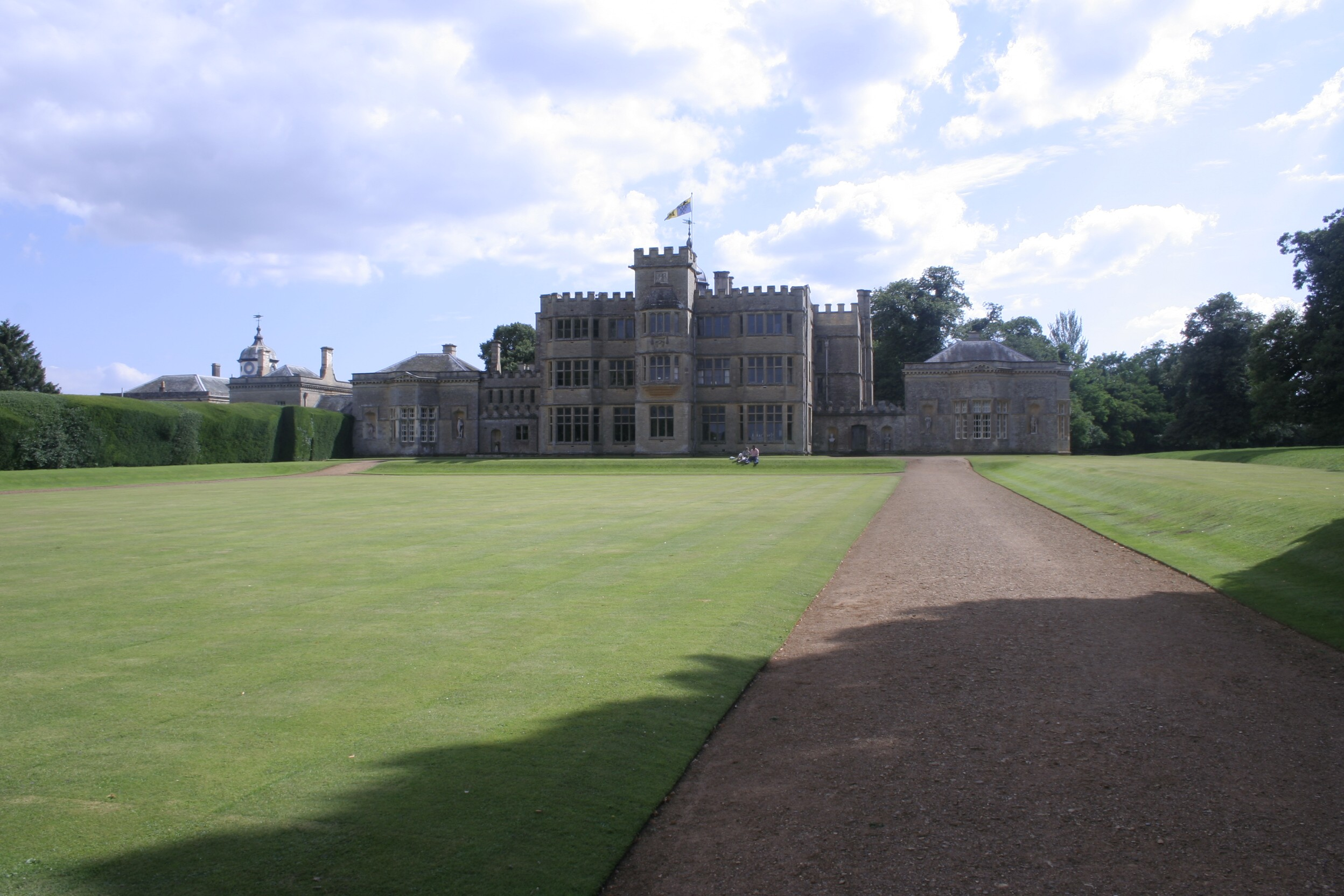
Vista geral de Rousham House.

Rousham House é um palácio rural, em estilo jacobeano, localizado no Oxfordshire, Inglaterra. O palácio tem estado na posse da mesma família desde que foi construído.

## História
O solar de Rousham foi comprado, durante a década de 1630, por Sir Robert Dormer, que começou imediatamente a construção do actual palácio; no entanto, o trabalho foi interrompido pelo início da Guerra Civil Inglesa. Os Dormer eram uma família Realista e, por isso, a casa foi atacada pelos soldados Cromwellianos, tendo estes saqueado o chumbo dos recém-concluídos telhados.
Em 1649, a propriedade foi herdada pelo filho de Robert Dormer, também Robert. Este, deixou o palácio, em grande medida, tal como o seu pai o havia criado, reparando apenas os danos causados pela guerra civil.No entanto, fez mais por restaurar a fortuna da família através de dois casamentos, cada um deles com uma herdeira. A sua segunda esposa era filha de Sir Charles Cottrell, um cortesão do Rei Carlos II com elevado estatuto.
Foi o neto do criador de Rousham House, o Coronel Robert Dormer-Cottrell, quem, depois de herdar o palácio em 1719, começou as profundas transformações nos jardins que se vêem hoje. Inicialmente, contratou Charles Bridgeman para dispor os jardins no novo e mais natural estilo que se estava a tornar popular. O esquema do jardim desenhado por Bridgeman ficou concluído cerca de 1737. Rousham House foi, então, herdada pelo irmão do coronel, o General James Dormer-Cottrell. Foi ele quem chamou William Kent para melhorar e dar continuidade ao jardim criado por Bridgeman, o que Kent fez com considerável sucesso ao longo dos quatro anos seguintes.
Nessa época, Kent também estava a embelezar a própria casa, com merlões e duas alas contendo uma sala de estar e uma "deliciosa" biblioteca, de acordo com Horace Walpole, que disse de Rousham House em 1760, "Isto reinstituiu Kent comigo; ele nãpo tinha onde mostrar tanto gosto". Os interiores foram alterados um século depois, apesar do hall, a principal sala da casa, ter sobrevivido intocado às alterações promovidas pelas sucessivas gerações e permanecer tal como foi aabado no século XVII. O trabalho exterior de Kent está, actualmente, quase como foi construído, apesar de, em 1876, as octogonais aberturas vidradas terem sido substituídas por grandes, e inovadoras, folhas de vidro plano durante o desastroso restauro do palácio pelo arquitecto James Piers St Aubyn. A casa contém refinadas colecções de mobiliário jacobeano do século XVIII, pinturas e estatuária, tudo disposto num cenário doméstico.
A família Cottrell-Dormer ainda vive no palácio, conservando o jardim e a propriedade tão fora do circuito comercial, que não existe qualquer livro para guiar o incauto turista nem qualquer loja para vender postais coloridos ou recordações. Actualmente, uma visita a Rousham é muito semelhante à desfrutada por um visitante no século XVIII. Embora o palácio e os jardins estejam num soberbo estado de conservação, estes não são manuseados, pelo que não se sente receio em pisar a relva ou fazer uma pausa para reflecir num banco rústico; em tal estado, o espírito do século XVIII continua a vaguear em Rousham.

## Jardins
Os jardins criados por Bridgeman e, depois, por Kent, etão situados numa curva do Rio Cherwell. Bridgeman tinha estabelecido a estrutura do jardim, com passeios serpenteantes através dos bosques e tanques de vários graus de formalidade. O tema de Kent pretendia criar e transformar a paisagem natural criada por Bridgeman numa paisagem augustiana que lembrasse as glórias e atmosfera da Roma Antiga. Assim, o Fórum Romano estava para ser recriado na verdejante província inglesa. "O jardim é Daphne em pequeno", disse Walpole a George Montagu: "as doces oliveiras pequenas, riachos, clareiras, pórticos, cascatas e rio, imaginável; todas as cenas são perfeitamente clássicas".
Afastados, e não visíveis do palácio, os caminhos passam por templos clássicos, follys e estátuas representando o espírito da época, como gladiadores agonizantes, um cavalo sendo ferozmente atacado por um leão e outras representando temas semelhantes. Caminhos conduzem através dos bosques, onde a água abundante vinda do Cherwell é amplamente utilizada: pequenos regatos correm para tanques maiores e piscinas formais, enquanto estátuas clássicas de deuses romanos e criaturas mitológicas estão engenhosamente posicionadas para iludir o olhar como uma progressão desde uma cascata até ao banho refrescante e ao templo ou arcada seguinte, cada um colocado no seu próprio vale ou clareira, uma sequência de elementos pitorescos. 
Entre as mais reveladoras e potencialmente provocantes das follys está uma gruta com uma pequena cascata onde se pode ler a inscrição: Em frente desta pedra repousam os Restos de Ringwood, um caçador de lontras de extraordinária Sagacidade : isto mostra que, enquanto o escudeiro inglês que criou este jardim tentou atingir a Arcádia, os seus interesses e paixões permaneceram na caça e nos cães de caça.
Um jardim independente, situado junto ao palácio, evoca o espírito das eras Tudor e Stuart da jardinagem inglesa. Canteiros limitados com caixas e bordaduras de rosas antigas e plantas herbáceas são rodeados por muros de antigo tijolo vermelho. Aqui, um histórico pombal circular ainda retém os seus pombos e, atravessando um pequeno portão, fica a igreja paroquial, onde estão enterradas gerações de Cottrell-Dormers. Um memorial na igreja homenageia três filhos da família mortos em combate durante a Primeira Guerra Mundial.

## Literatura
- (em alemão) Ulrich Müller, Klassischer Geschmack und Gotische Tugend. Der englische Landsitz Rousham. Diss. Berlim 1997. Grüne Reihe. Quellen und Forschungen zur Gartenkunst, Band 18. Worms: Wernersche (1998). ISBN 3-88462-143-2